# Pungent Stench
Pungent Stench – austriacka grupa muzyczna wykonująca death metal. Powstała w 1987 roku w Wiedniu.
Od 1988 do 1995 roku zespół występował w składzie: Jacek Perkowski "Highjack, Pitbull Jack" – gitara basowa, Alex Wank "Sex Slave, Mr. Stench" – perkusja, Martin Schirenc "El Cochino, Stench" – śpiew, gitara.  
Po ukończeniu nagrywania albumu, w połowie sierpnia 2007 r. zespół zakończył swoją działalność. O rozpadzie grupy przesądziły wewnętrzne konflikty zarówno o charakterze osobistym jak i finansowym.
W sierpniu 2013 roku Martin Schirenc dokonał reaktywacji zespołu wraz z dwoma znajomymi muzykami - najpierw pod nazwą The Church of Pungent Stench, a potem Schirenc Plays Pungent Stench. Spotkało się to ze sprzeciwem byłego perkusisty i założyciela zespołu, Alexa Wanka, który nie uznał tego faktu za oficjalną ani uprawnioną reaktywację i zapowiada kroki prawne przeciwko wykorzystywaniu nazwy przez Schirenca. Reaktywowany przez Schirenca zespół zagrał m.in. na festiwalu Brutal Assault w 2014 roku.

## Dyskografia
- 1988 Mucous Secretion	(Demo)
- 1989 Pungent Stench/Disharmonic Orchestra (Split)
- 1989 Extreme Deformity (EP)
- 1990 Benediction / Pungent Stench (Split)
- 1990 For God Your Soul... For Me Your Flesh (LP)
- 1991 Shisyu (EP)
- 1991 Been Caught Buttering (LP)
- 1993 Video La Muerte (VHS)
- 1993 Dirty Rhymes and Psychotronic Beats (EP)
- 1994 Club Mondo Bizarro - For Members Only (LP)
- 1997 Praise The Names of the Musical Assassins (Kompilacja)
- 2001 Loot, Shoot, Electrocute / The Temple of Set (Split z grupą Benediction)
- 2001 Masters of Moral, Servants of Sin (LP)
- 2005 Ampeauty (LP)